# Wielki Brat
Wielki Brat (ang. Big Brother) – fikcyjna postać, opisana w powieści George’a Orwella Rok 1984. Wielki Brat stał się symbolem nadużywania władzy (szczególnie w kontekście masowej inwigilacji), a także zainspirował program z gatunku reality show pod nazwą Big Brother.

## Tłumaczenie
W języku angielskim określenie big brother oznacza dosłownie starszego brata. W pierwszym tłumaczeniu Roku 1984, autorstwa Juliusza Mieroszewskiego, tytuł przywódcy Oceanii – Big Brother – przełożono jednak na polski jako Wielki Brat. Tego samego określenia – utrwalonego już wówczas w obiegu – użył Tomasz Mirkowicz w swoim tłumaczeniu z 1988 r.

W 2021 r. ukazało się nowe wydanie książki, przetłumaczone przez Dorotę Konowrockiej-Sawy. Decyzją tłumaczki
Wielki Brat stał się Starszym Bratem, kimś bliższym jednostce, dwoistym jak cała powieść – jednocześnie dobrotliwym i groźnym.

## Inspiracja dla postaci
W książce Rok 1985 angielski pisarz Anthony Burgess sugerował, że inspiracją dla postaci Wielkiego Brata mogły być reklamy brytyjskiej szkoły korespondencyjnej, The Bennet Correspondence College. Reklamujące działalność szkoły plakaty przedstawiały wizerunek właściciela firmy, poważnie wyglądającego mężczyzny i hasło Let me be your big brother (pol. Pozwól, bym został Twoim starszym bratem).
Douglas Kellner (profesor Uniwersytetu Columbia) argumentował, że Rok 1984 jest krytyką stalinizmu, a postać Wielkiego Brata ma przywoływać skojarzenia z Józefem Stalinem.
Inna teoria wskazuje na Brendana Brackena, brytyjskiego ministra informacji, który przez pewien czas był zwierzchnikiem George'a Orwella.

## Wygląd
W rozdziale pierwszym Roku 1984 Orwell opisuje wiszący na klatce schodowej plakat:
Przedstawiał tylko ogromną twarz, przeszło metrowej szerokości; przystojną, czerstwą twarz mniej więcej czterdziestopięcioletniego mężczyzny z sutym czarnym wąsem. (...) Oczy mężczyzny zdawały się śledzić każdy ruch przechodzącego. WIELKI BRAT PATRZY, głosił napis u dołu plakatu.
Plakat ten, jak i wygląd postaci Wielkiego Brata, został prawdopodobnie zainspirowany przez plakat z 1914, zachęcający Brytyjczyków do wstępowania w szeregi armii, przedstawiający między innymi twarz lorda Kitchenera.

## Opis postaci

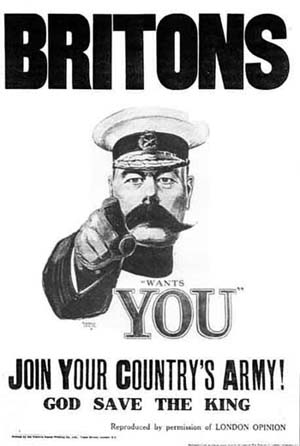
Plakat Lord Kitchener Wants You z 1914 r., zachęcający Brytyjczyków do wstępowania w szeregi armii. Wizerunek lorda Kitchenera, przedstawionego na plakacie, prawdopodobnie zainspirował wygląd Wielkiego Brata w powieści Orwella.

### Istnienie
Wielki Brat jest opisany jako przywódca Oceanii i jeden z założycieli rządzącej Partii. Jego wizerunek jest widoczny wszędzie – od plakatów przez monety, książki i opakowania papierosów.
Partyjne podręczniki historii opisują go jako Wodza i Strażnika Rewolucji, którego działalność sięga lat 30. i 40. XX wieku – mitycznego, z punktu widzenia teraźniejszości opisanej w książce, okresu. Winston Smith, główny bohater Roku 1984 ma jednak wątpliwości co do prawdziwości tych stwierdzeń. We własnej ocenie po raz pierwszy usłyszał o Wielkim Bracie prawdopodobnie w latach 60. XX wieku.

Powieść Orwella w żadnym miejscu nie stwierdza definitywnie, czy Wielki Brat jest (lub był) prawdziwą postacią, czy jedynie personifikacją w rodzaju Britannii. Książka Teoria i praktyka oligarchicznego kolektywizmu, identyfikowana na łamach powieści jako dzieło Emmanuela Goldsteina lub zespołu pracowników Ministerstwa Prawdy, opisuje jego postać następująco:
Na szczycie [struktury społecznej Oceanii] stoi Wielki Brat. Wielki Brat jest nieomylny i wszechmocny. Każdy sukces, każde osiągnięcie, każde zwycięstwo, każde odkrycie naukowe, cała wiedza, mądrość, szczęście i cnota wynikają bezpośrednio z jego przewodnictwa i inspiracji. Nikt nigdy nie widział Wielkiego Brata. Jest podobizną na plakatach, głosem płynącym z teleekranów. Można być prawie pewni, że nigdy nie umrze, tak jak właściwie nie wiadomo, kiedy się urodził. Wielki Brat to przebranie, w którym Partia ukazuje się światu. Działa jak ogniskowa, skupiając na sobie miłość, strach i uwielbienie – tymi bowiem uczuciami łatwiej darzyć jednostkę niż organizację.

### Kult jednostki
Postać Wielkiego Brata jest otaczana w Oceanii kultem. Na zakończenie rytuału dwóch minut nienawiści jego uczestnicy deklarują uwielbienie dla przywódcy Oceanii. Celem Ministerstwa Miłości jest sprawienie, by osoby, które popełniły myślozbrodnie, pokochały Wielkiego Brata.

## Adaptacje
W filmie z 1984 r. wizerunek Wielkiego Brata jest oparty na fotografii brytyjskiego aktora Boba Flaga.

## W kulturze popularnej
- nazwa reality show pt. Big Brother została zapożyczona z powieści Orwella. W 2000 r., kiedy w Stanach Zjednoczonych rozpoczęto emisję amerykańskiej wersji, Estate of George Orwell (fundacja chroniąca prawa autorskie Orwella) złożyła pozew przeciw producentom programu o naruszenie praw autorskich i znaków towarowych[22],
- w 1984 r. firma Apple Computer wyemitowała reklamę, nawiązującą do Roku 1984; w postać nawiązującą do Wielkiego Brata wcielił się brytyjski aktor David Graham[23].